# Fujiwara no Saneyori
Fujiwara no Saneyori (藤原 実頼, 900 - 970) était un membre du clan Fujiwara ainsi que l'un des régents Fujiwara. Il devint kampaku lorsque l'empereur Reizei commença à régner en 967.

## Généalogie
Saneyori était le premier fils de Fujiwara no Tadahiro, lui aussi kampaku.
Il épousa une de ses cousines, fille de son oncle Fujiwara no Tokihira, et en eut trois fils : Atsutoshi (922-947), Yoritada (924-989) et Tadatoshi (928-973), ainsi que trois filles : Keishi (morte en 942, consort de l'empereur Suzaku), Jusshi (933-947) consort de l'empereur Murakami, et une autre fille mariée au prince Takaakira, un fils de l'empereur Daigo.